# Língua de sinais peruana
A Língua de Sinais do Peru (em Portugal: Língua Gestual do Peru) é a língua de sinais (pt: língua gestual) usada pela comunidade surda do Peru. É usada por cerca de 675 mil pessoas com surdez. Em 2010 foi promulgada a lei que conferiu a esta língua o estatuto de língua oficial peruana.